# دانشگاه ارسطو
دانشگاه ارسطو تسالونیکی (به یونانی: Αριστοτέλειο Πανεπιστήμιο Θεσσαλονίκης) یا دانشگاه تسالونیکی بزرگ‌ترین دانشگاه یونان و بالکان می‌باشد. این دانشگاه به نام ارسطو، فیلسوف نامدار یونانی نامگذاری شده است. مساحت این دانشگاه ۲۳۰۰۰۰ متر مربع در تسالونیکی بوده و برخی از تأسیسات آموزشی و مدیریتی آن بیرون از محوطه دانشگاه قرار گرفته است.
دارای دانشکده‌های زیر می‌باشد:
- دانشکده کشاورزی
- دانشکده دندانپزشکی
- دانشکده آموزش و پرورش
- دانشکده مهندسی
- دانشکده هنرهای زیبا
- دانشکده جنگل‌ها و منابع طبیعی
- دانشکده قانون، اقتصاد و علوم سیاسی
- دانشکده پزشکی
- دانشکده علوم
- دانشکده فلسفه
- دانشکده فنی
- دانشکده دامپزشکی

## نگارخانه

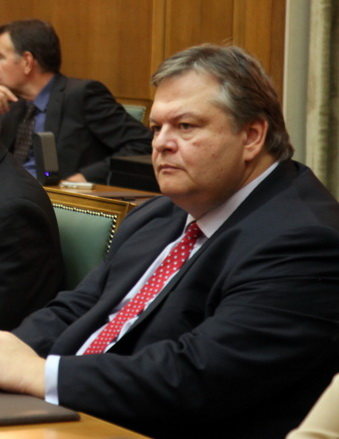
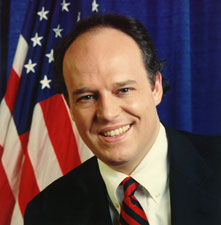